# Анета
Анета је женско име које на хебрејском језику има исто значење као и име Ана и у Србији и Словенији је варијанта тог имена. Јавља се у Шпанији као варијанта имена Анита, а и у Чешкој као деминутив од Anna. У Хрватској је име настало од италијанског Annetta или француског Annette, односно Anna или Anne.

## Имендани
У Чешкој се слави имендан 17. маја. У Литванији 26. јула и 8. октобра, а у Пољској 16. јуна.

## Популарност
У Чешкој је ово име 2005. године било пето по популарности, а 2008. дванаесто. У Пољској је 2004. било на 41. месту, а у Словенији 2007. на 822. месту.